# Palais Kotowski

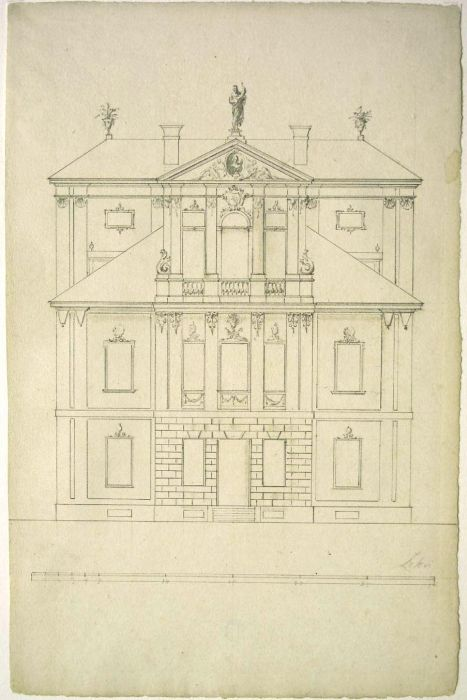
Das Kotowski Palais, gezeichnet von Tylman van Gameren

Das Kotowski-Palais (poln. Pałac Kotowskich) war ein Palast aus dem 17. Jahrhundert im polnischen Warschau. Er befand sich, wie ein Gemälde von Bernardo Bellotto zeigt, unmittelbar östlich der Sankt-Kasimir-Kirche an der Ostseite der Rybaki-Straße. Dieses Areal wurde nach der Enttrümmerung von Warschau nicht wieder aufgebaut.

## Geschichte
Der Palast wurde zwischen 1682 und 1684 für den Truchsess Adam Kotowski und seine Frau Małgorzata, geborene Durant, die heute in der gleichnamigen Kapelle Kaplica Kotowskich begraben sind, im palladianistischen Stil des Barock gebaut. Architekt war der polnische Ingenieur niederländischer Herkunft Tylman van Gameren.
1688 kaufte Königin Marie d’Arquien, die Gattin des polnischen Königs Jan Sobieski, den Palast und ließ ihn als klösterliche Anlage für die Schwestern des Benediktinerordens umbauen.
Während des Zweiten Weltkrieges diente die Anlage den polnischen Truppen als Lazarett. Dadurch wurde der Palast zu einem der hoch frequentierten Ziele bei den Luftangriffen der Wehrmacht während des Warschauer Aufstandes. Nach der Niederschlagung des Aufstandes wurde der Palast schließlich bei der geplanten Komplettzerstörung Warschaus durch die Wehrmacht 1944 gesprengt.

## Referenzen
- Stefan Kieniewicz (Hrsg.): Warszawa w latach 1526-1795, Warschau 1984, ISBN 83-01-03323-1
- Pharus-Plan Warschau, Ausgabe 1936 (polnische Version)

## Galerie

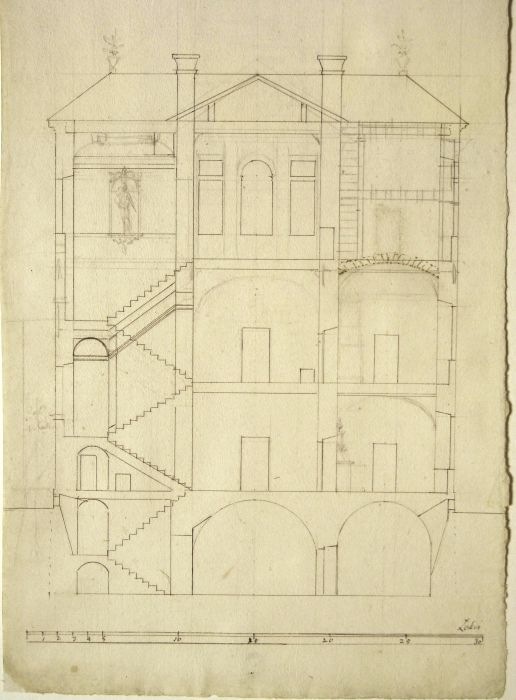
Alter Bauplan des Kotowski-Palais
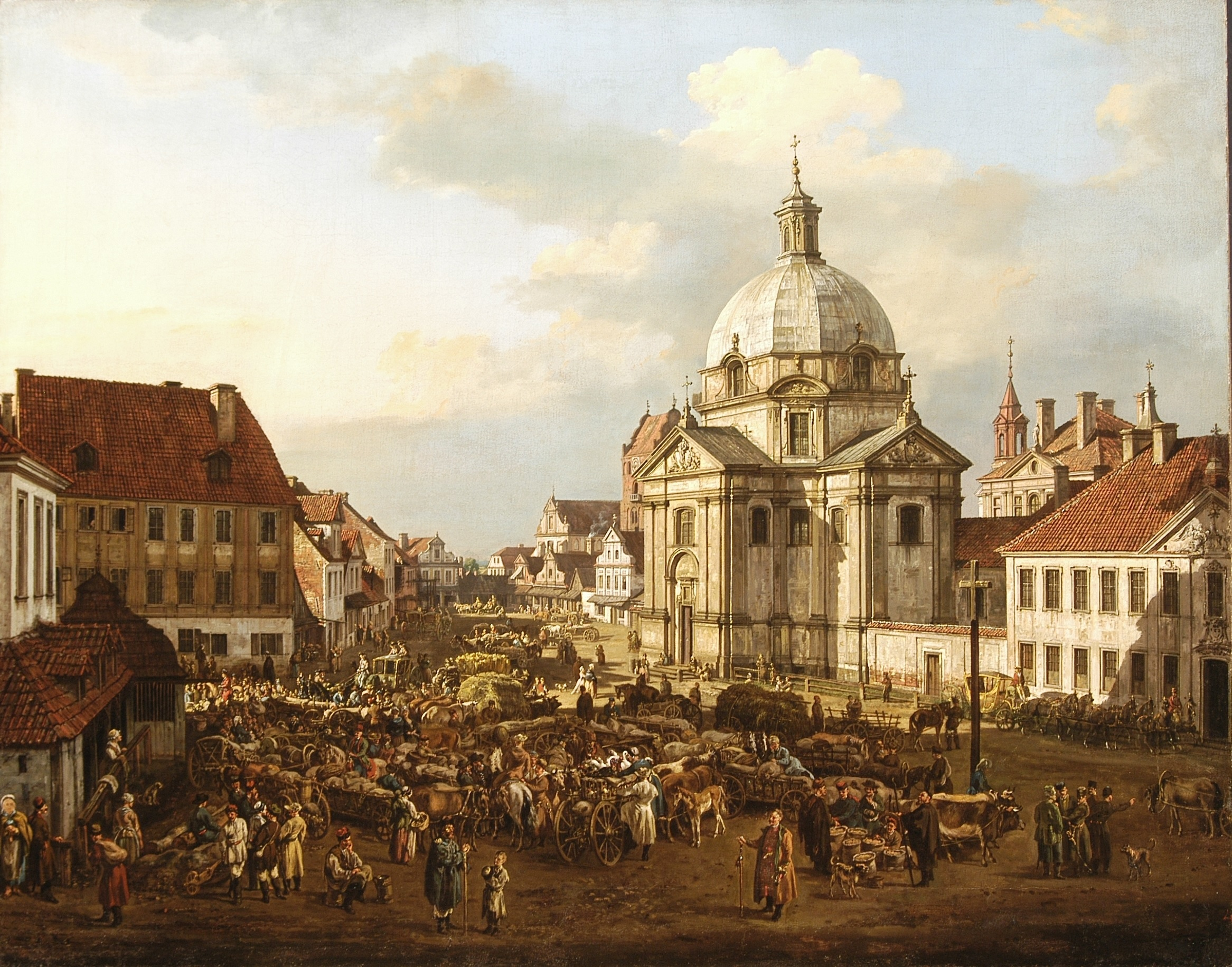
Teil des Palais (hinter der Kirche) auf einem Gemälde von Bernardo Bellotto

Koordinaten: 52° 15′ 12″ N, 21° 0′ 33″ O